# Monte Carmelo
Monte Carmelo este un oraș în Minas Gerais (MG), Brazilia.